# Popis hrvatskih veleposlanika u Srbiji
Republika Hrvatska i Republika Srbija održavaju diplomatske odnose od 9. rujna 1996. Sjedište veleposlanstva je u Beogradu.

## Veleposlanici
Veleposlanstvo Republike Hrvatske u Jugoslaviji, kasnije Republici Srbiji, osnovano je odlukom predsjednika Republike od 2. prosinca 1996.
| Veleposlanik    | Postavljenje       | Opoziv             | Sjedište |
| --------------- | ------------------ | ------------------ | -------- |
| Davor Božinović | 4. veljače 2002.   | 9. veljače 2004.   | Beograd  |
| Tonči Staničić  | 21. svibnja 2004.  | 15. prosinca 2008. | Beograd  |
| Željko Kuprešak | 16. prosinca 2008. | 31. srpnja 2013.   | Beograd  |
| Gordan Markotić | 1. rujna 2013.     | 31. kolovoza 2017. | Beograd  |
| Gordan Bakota   | 1. rujna 2017.     |                    | Beograd  |

## Vanjske poveznice
- Srbija na stranici MVEP-a